# Березовский, Иван Афанасьевич
Иван Афанасьевич Березовский (укр. Іван Афанасійович Березовський; 20 мая 1906 года, г. Мариуполь — 18 декабря 1993 года, г. Москва) — украинский крупный организатор химической промышленности в СССР, генеральный директор ОАО «Газпром нефтехим Салават», почётный гражданин города Салавата.

## Биография
Родился 20 мая 1906 года в городе Мариуполь в бедной крестьянской семье. Отец, Ясько Дмитрий Петирович — украинский крестьянин, мать батрачила. В 1910 году родители умерли от холеры. Мальчик оказался в приюте. В 1912 году его усыновил кретьянин Березовский, который и дал ему свою фамилию.
С 1919 году работал в крестьянских хозяйствах, затем, с 1919 года по 1921 год служил в Эстонской стрелковой дивизии.
После армии нанялся работать у крестьян Киевской губернии. С 1923 года работал на Амвросиевском цементном заводе, с 1924 года — член ВЛКСМ, с 1925 года — член партии. В 1927 году поступил в ФЗУ фарфорового завода г. Славянска. Работал политсекретарём ФЗУ. ПоОсле окончания училища был направлен на работу на Славянский фарфоровый завод.
В 1928 году поступил учиться на металлургический факультет Днепропетровского горного института. В процессе учёбы институт был перепрофилирован в химико технологический и Иван Афанасьевич 1932 год закончил уже Днепропетровский химико-технологическом институт (ныне Украинский государственный химико-технологический университет) по специальности «Технология производства аммиака и азотных удобрений». После окончания института его оставляли учиться в аспирантуре, однако Иван Афанасьевич пошел в 1933 году работать в оборонную промышленность сменным инженером. Работал инженером в г. Тамбов, с 1935 года — инженер, начальник химического комбината в городе Сталиногорске (1937—1938 г.). В 1938 году был назначен главным инженером Главного управления азотной промышленности СССР.
С 1939 года — заместитель наркома химической промышленности.
С 1943 года попал в опалу, разрешив выписать голодающим сотрудникам с одного из заводов сахарин и был переведён на должность управляющего трестом «Газоочистка», однако уже в конце года был возвращен в аппарат наркомата химической промышленности и назначен начальником главного упррапвления содовой промышленности. 1947 года назначен директором завода № 484 (г. Москва).
С 1952 года после собеседования с И. В. Сталиным стал директором комбината № 18 в городе Салавате Башкирской АССР. Работал на этой должности до 1962 года. Под его руководством в 1957 году построен нефтеперерабатывающий завод Салаватского нефтехимического комбината № 18, освоены производство аммиака, карбамида, полиэтилена, участвовал в строительстве и пуске Новоишимбайского нефтеперерабатывающего завода, построен Дворец культуры «Нефтехимик». За время работы директором салаватского комбината Иван Афанасьевич стал автором тринадцати рационализаторских предложений и одного изобретения. Эти новшества дали государству миллионы рублей годового экономического эффекта.
В 1961 году был избран от комбината делегатом ХХII съезда КПСС. В 1962 переведен на работу директором строительства комбината, после чего уехал в Москву.
С 1965 года работал в Москве. Умер в 1993 году. Похоронен в Москве на Востряковском кладбище.
Иван Афанасьевич Березовский хорошо знал немецкий, английский и украинский языки, некоторое время работал за рубежом, был также талантливым педагогом, его учениками были доктор технических наук М. Ф. Сисин, Л. М. Алексеев, Н. Я Еременко, В. Н. Смирнов, Ю. Ф. Вышеславцев, Г. А. Бубнов, Г. И. Раутман, Почетный нефтехимик СССР (1979), генеральный директор (1975—1977) ОАО «Газпром нефтехим Салават» А. И. Юдаев и др.

## Награды
- «Заслуженный деятель науки и техники БАССР» (1965), «Заслуженный ветеран Салаватского нефтехимкомбината».
- Почетный гражданин г. Салавата.
- Орден Ленина (17.05.1939).
- Четыре Ордена Трудового Красного Знамени (1947, 1949, 1958, 1965).
- Значок «Отличник нефтеперерабатывающей и нефтехимической промышленности СССР» (1967).
- Медаль «За доблестный труд в Великой Отечественной войне 1941—1945 г.г.» (1945).
- Медаль «За активную работу в Московской промышленности» (1947).

## Память
Именем Ивана Афанасьевича Березовского названа улица в пригородном поселке города Салавата — Салават-Юлдаш.

## Интересные факты
«Когда в 30-е годы Иван Афанасьевич руководил химкомбинатом, его вызвал нарком В. М. Каганович и с порога закричал: «Ты что там вредительством занимаешься? Как посмел остановить предприятие? Если немедленно не пустишь, в лагерь сошлю». Но Березовский был непреклонен – без  ремонта запускать нельзя.  И Каганович, в это трудно поверить, дал задний ход….»
Журнал «Нефтехимик» №2, 2005 В. А. Фершалов
- В Москве Березовский Иван Афанасьевич с женой, Елизаветой Григорьевной (1906 г.р.), жили с 9 мая 1939 года по 1940 год в квартире № 170 в доме на Набережной (дом правительства)[4], в Салавате — в коттедже в старом районе (ул. Пушкина)[5].
- Узнав об отсутствии жилья у молодых специалистов, Кондратенко Анатолия и Валентины, Березовский поселил их с ребёнком в своём коттедже в Салавате, сделав отдельный вход.
- В Салаватском краеведческом музее есть стилизация — рабочий кабинет директора комбината № 18 И. А. Березовского и условия работы первостроителей.